# FC Unirea Voluntari Urziceni
Fotbal Club Unirea Voluntari Urziceni foi um clube de futebol profissional romeno da cidade de Urziceni.

## História
Após amargar 51 anos de participações bastante tímidas nas divisões inferiores do futebol romeno, o "Chelsea de Ialomita" (apelido da equipe) conseguiu o acesso para a elite (Liga I), na temporada 2006-2007. Três anos depois, surpreendeu a Romênia ao conquistar o seu primeiro título nacional – garantido com um empate em casa ante ao popular Steaua Bucareste – e, consequentemente, uma inédita classificação para a Liga dos Campeões da Europa 2009/2010, tornando-se a primeira equipe do interior romeno a conseguir este feito.
O clube foi a primeira agremiação esportiva de Urziceni e, inicialmente, recebeu o nome de seu distrito, Ialomita. Os primeiros jogos da história do novo time foram disputados em um campo improvisado da cidade de Obor, em Bucareste, com selecionados dos municípios de Ploiesti (Prahova) e Slobozia (Ialomita), além do selecionado do distrito de Buzãu.
O Ialomita disputou várias partidas na região do Lago Le Nemti, que, em romeno, significa "Os alemães". Trata-se de uma área que até 1944 – ano em que a Romênia, com um golpe liderado pelo rei Miguel, rompeu com as Potências do Eixo na Segunda Guerra Mundial – serviu de base militar para cerca de 300 soldados e oficiais germânicos.
Em 1976, o clube inaugurou o seu estádio, batizado de Tineretului ("Juventude", em português) e com ótima localização – na saída para a cidade de Manasa, próximo às vinhas de Hagienoff. Este foi o primeiro passo dado no sentido da profissionalização de seu departamento de futebol. Depois de algumas reformas, o Tineretului tem atualmente capacidade para sete mil pessoas, todas sentadas. Além disso, os vestiários foram modernizados e o gramado possui um sistema de aquecimento de última geração em função do rigoroso inverno da Romênia.
O Urziceni passou a se chamar FC Unirea Valahorum Urziceni a partir de 2002, ano em que o clube fechou um contrato de patrocínio com a empresa Valahorum S/A. Com isso, passou por uma total reforma administrativa, tanto no departamento de futebol quanto na comissão técnica.
As mudanças não demoraram a surtir efeito: no fim da temporada 2002-2003, o novo Unirea conseguiu pela primeira vez a promoção à Segunda Divisão do Campeonato Romeno. Dois anos após, o clube provou que o momento de ascensão não era uma simples "fase", como muitos apontavam, e garantiu o acesso à elite do futebol romeno.
A euforia se espalhou de vez na pacata Urziceni durante a temporada 2006-2007. Depois de um péssimo começo na Primeira Divisão, o Unirea anunciou a contratação do técnico Dan Petrescu, tido com um ídolo nacional por ter vestido a camisa da seleção romena em duas Copas do Mundo (1994 e 1998). Sob o comando de Petrescu, a equipe se recuperou na competição e terminou em décimo lugar. No ano seguinte, ficou na quinta colocação e ainda foi vice-campeão da Copa da Romênia, perdendo a final para o CFR Cluj.
Na temporada 2008-2009, o Unirea chegou ao topo: um empate em 1 a 1 com o Steaua, em Urziceni, na última rodada, garantiu o primeiro título nacional de sua história. Na ocasião, o ex-lateral-direito e técnico Petrescu, que jogou no Chelsea entre 1995 e 2000, deu ao Unirea o apelido "Chelsea de Ialomita", inspirado na ascensão também meteórica do clube inglês.

## Falência e extinção
Em 2011, a ascensão do Unirea foi bruscamente atingida quando o presidente Dumitru Bucşaru deixou de investir na equipe, que perdeu a maior parte de seus jogadores e terminaria rebaixada à Liga II, a segunda divisão romena.
Em 6 de julho, a Federação Romena de Futebol não permitiu a participação do Unirea na segunda divisão por causa de dívidas, além de suspendê-lo de competições nacionais durante um ano. Em resposta, Bucşaru anunciou que o "Chelsea de Ialomita" deixaria de existir como clube profissional.

## Retorno e novo encerramento das atividades
No verão de 2015 o Unirea Urziceni foi refundado por um homem de Bucareste e disputou a Liga V (equivalente a quinta divisão da Romênia) no Stadionul Comunal, em Gârbovi. Porém, a nova versão do clube durou apenas 2 temporadas.

## Estádio
O Unirea mandava suas partidas no estádio Tineretului, com capacidade para 7.000 torcedores.

## Títulos

### Nacionais
Liga I:
- Campeões (1): 2008-09
- Vice-campeão (1): 2009-10

Liga II:
- Vice-campeão (1): 2005–06

Liga III:
- Campeões (1): 2002–03
- Vice-campeão (1): 1987–88

Taça da Roménia:
- Campeões (0):
- Vice-campeão (1): 2007-08

Supercopa da Romênia::
- Campeões (0):
- Vice-campeão (2): 2009, 2010

### Desempenho em competições europeias
UEFA Champions League:
- Fase de Grupos: 2009-10

UEFA Europa League:
- Oitavas de Final: 2009–10